# Phylica paniculata
Phylica paniculata es una especie de arbusto de la familia Rhamnaceae. Es un endemismo del sur de África.

## Descripción
Es un arbusto muy ramificado  o árbol pequeño. Las ramillas cubiertas de pelos grises. Las hojas dispuestas en espiral, lanceoladas, elípticas, de hasta 15 x 5 mm, de color verde oscuro por el haz, densamente blanco-lanoso el envés. Las flores pequeñas y poco llamativas, de color verdoso o blanquecino, en cabeza axilares o terminales o panículas. El fruto una cápsula obovoides, 6-7 mm de largo, sin pelos.

## Hábitat
Se encuentra a lo largo de los márgenes del bosque y entre las rocas en el bosque de Brachystegia, en Sudáfrica, Mozambique y Zimbabue.

## Taxonomía
Phylica paniculata fue descrita por Carl Ludwig Willdenow y publicado en Sp. Pl. 1: 1112, en el año 1798.
Sinonimia
- Soulangia arborescens Eckl. & Zeyh.
- Soulangia marifolia Bernh. ex C.Krauss
- Soulangia myrtifolia A.Dietr.
- Soulangia paniculata Brongn.
- Soulangia rubra Otto & A.Dietr.[3]